# Le Triomphe d'un lutteur

Le Triomphe d'un lutteur est un film muet français réalisé par Jean Durand et sorti en 1911.

## Fiche technique
- Réalisation : Jean Durand
- Pays : France
- Format : Muet - Noir et blanc
- Métrage : 150 m
- Date de sortie : 
  -  France - 1911

## Distribution
- Gaston Modot